# Moyenneville (Somme)
Pour les articles homonymes, voir Moyenneville.
Moyenneville (en picard : Moéyénneville) est une commune française située dans le département de la Somme, en région Hauts-de-France.
Depuis juillet 2020, la commune fait partie du parc naturel régional Baie de Somme - Picardie maritime.

## Géographie

### Localisation
Moyenneville est un village picard du Vimeu.
À vol d'oiseau, la localité est située à 7 km au sud-est d'Abbeville et à 44 km au nord-ouest d'Amiens.
Le territoire de la commune est limitrophe de ceux de huit communes.
Les communes limitrophes sont  Acheux-en-Vimeu, Béhen, Cambron, Huchenneville, Mareuil-Caubert, Miannay, Tœufles et Yonval.

### Hydrographie

#### Réseau hydrographique
La commune est située dans le bassin Artois-Picardie. Elle est drainée par la Trie.

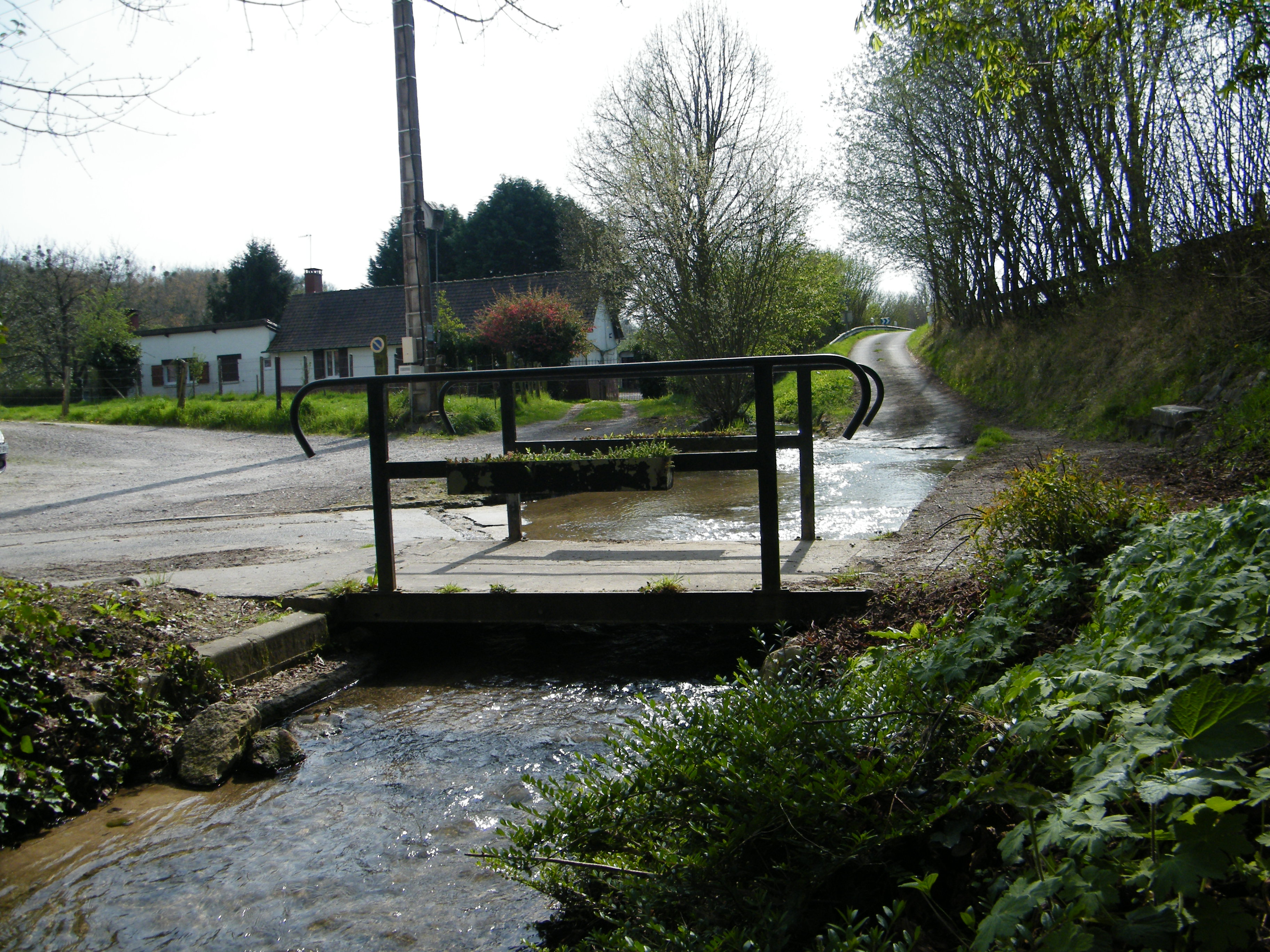
Seul gué de la Somme, sur la Trie.
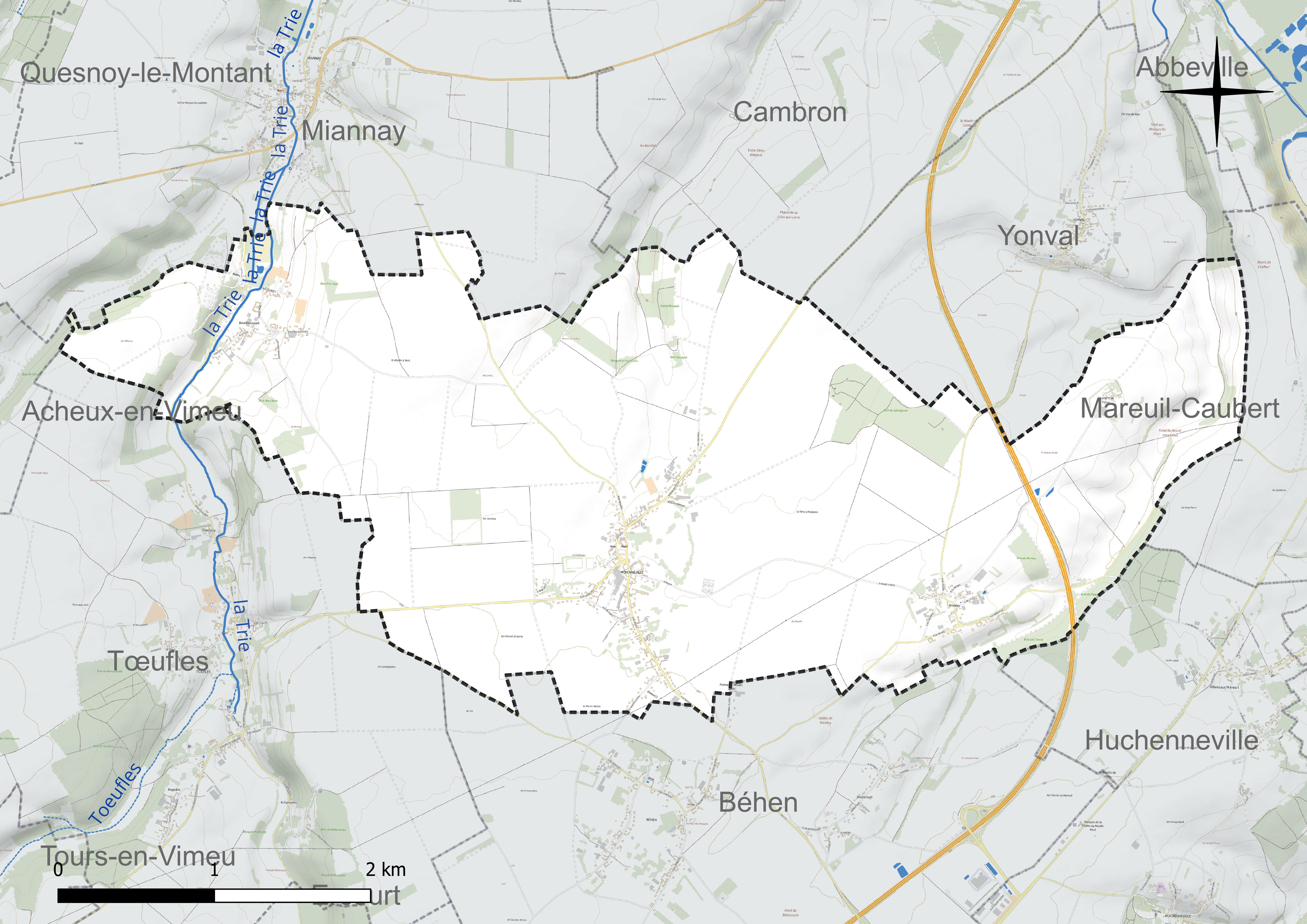
Réseau hydrographique de Moyenneville.

#### Gestion et qualité des eaux
Le territoire communal est couvert par le schéma d'aménagement et de gestion des eaux (SAGE) « Somme aval et Cours d'eau côtiers ». Ce document de planification concerne un territoire de 1 835 km2 de superficie, délimité par le bassin versant de la Somme canalisée. Le périmètre a été arrêté le 29 avril 2010 et le SAGE proprement dit a été approuvé le 6 août 2019. La structure porteuse de l'élaboration et de la mise en œuvre est le syndicat mixte d'aménagement hydraulique du bassin versant de la Somme (AMEVA).
La qualité des cours d'eau peut être consultée sur un site dédié géré par les agences de l'eau et l'Agence française pour la biodiversité.

### Climat
Pour des articles plus généraux, voir Climat des Hauts-de-France et Climat de la Somme.
En 2010, le climat de la commune est de type climat océanique franc, selon une étude du CNRS s'appuyant sur une série de données couvrant la période 1971-2000. En 2020, Météo-France publie une typologie des climats de la France métropolitaine dans laquelle la commune est exposée à un climat océanique et est dans la région climatique Côtes de la Manche orientale, caractérisée par un faible ensoleillement (1 550 h/an) ; forte humidité de l'air (plus de 20 h/jour avec humidité relative > 80 % en hiver), vents forts fréquents.
Pour la période 1971-2000, la température annuelle moyenne est de 10,5 °C, avec une amplitude thermique annuelle de 13,1 °C. Le cumul annuel moyen de précipitations est de 737 mm, avec 12,6 jours de précipitations en janvier et 8,3 jours en juillet. Pour la période 1991-2020, la température moyenne annuelle observée sur la station météorologique la plus proche, située sur la commune d'Abbeville à 7 km à vol d'oiseau, est de 11,0 °C et le cumul annuel moyen de précipitations est de 806,2 mm,. Pour l'avenir, les paramètres climatiques de la commune estimés pour 2050 selon différents scénarios d'émission de gaz à effet de serre sont consultables sur un site dédié publié par Météo-France en novembre 2022.

## Urbanisme

### Typologie
Au 1er janvier 2024, Moyenneville est catégorisée commune rurale à habitat dispersé, selon la nouvelle grille communale de densité à sept niveaux définie par l'Insee en 2022.
Elle est située hors unité urbaine. Par ailleurs la commune fait partie de l'aire d'attraction d'Abbeville, dont elle est une commune de la couronne,. Cette aire, qui regroupe 73 communes, est catégorisée dans les aires de 50 000 à moins de 200 000 habitants,.

### Occupation des sols

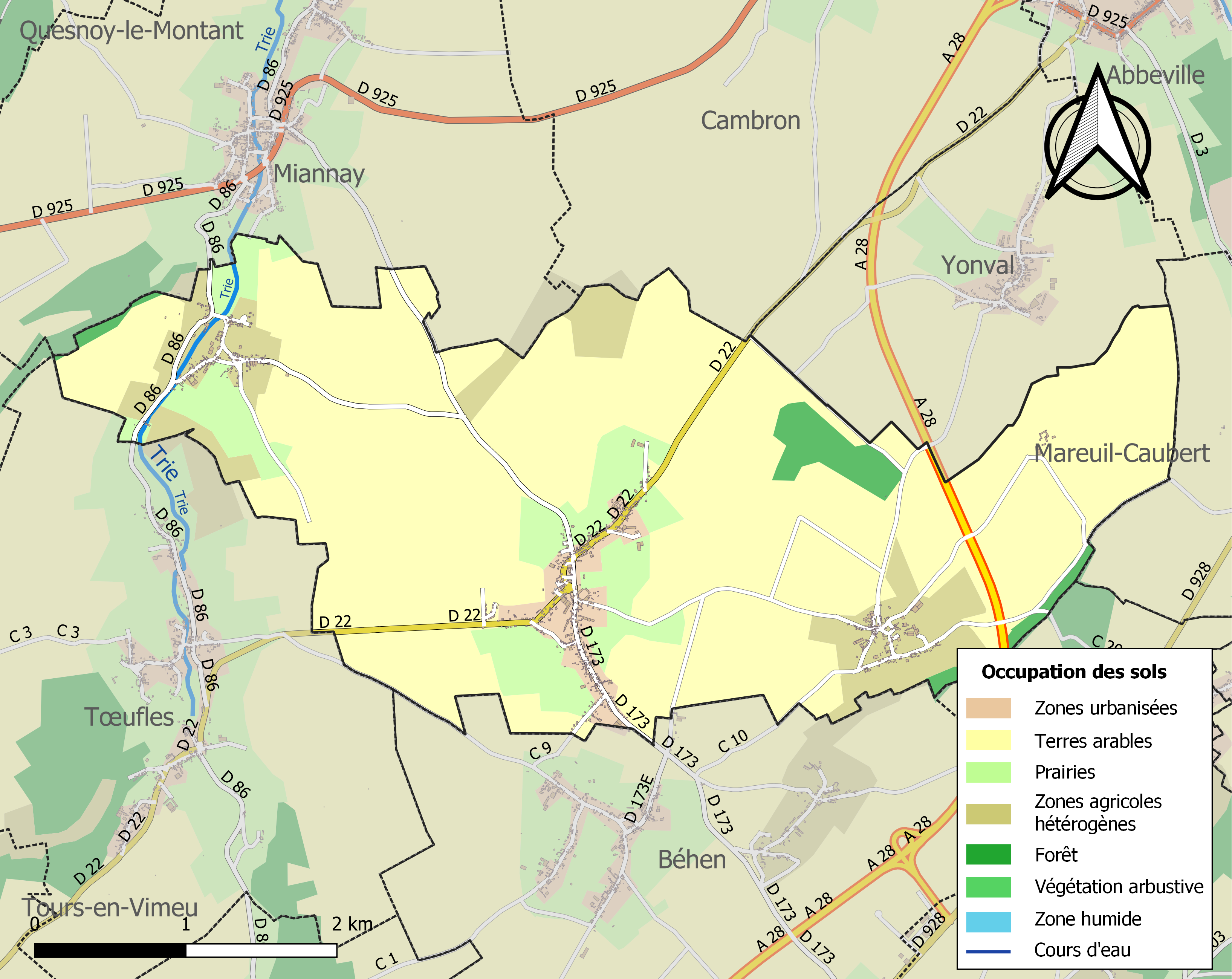
Carte des infrastructures et de l'occupation des sols de la commune en 2018 (CLC).

L'occupation des sols de la commune, telle qu'elle ressort de la base de données européenne d'occupation biophysique des sols Corine Land Cover (CLC), est marquée par l'importance des territoires agricoles (93,6 % en 2018), une proportion sensiblement équivalente à celle de 1990 (93,7 %). La répartition détaillée en 2018 est la suivante : 
terres arables (73,5 %), zones agricoles hétérogènes (10,2 %), prairies (9,9 %), forêts (3,3 %), zones urbanisées (3,1 %). L'évolution de l'occupation des sols de la commune et de ses infrastructures peut être observée sur les différentes représentations cartographiques du territoire : la carte de Cassini (XVIIIe siècle), la carte d'état-major (1820-1866) et les cartes ou photos aériennes de l'IGN pour la période actuelle (1950 à aujourd'hui).

### Lieux-dits, hameaux et écarts
La commune est composée de trois agglomérations :
- le village de Moyenneville
- les hameaux de Bienfay et Bouillancourt-sous-Miannay.

### Habitat et logement
En 2018, le nombre total de logements dans la commune était de 315, alors qu'il était de 302 en 2013 et de 257 en 2008.
Parmi ces logements, 89,4 % étaient des résidences principales, 5,1 % des résidences secondaires et 5,4 % des logements vacants. Ces logements étaient pour 99,4 % d'entre eux des maisons individuelles et pour 0 % des appartements.
Le tableau ci-dessous présente la typologie des logements à Moyenneville en 2018 en comparaison avec celle de la Somme et de la France entière. Une caractéristique marquante du parc de logements est ainsi une proportion de résidences secondaires et logements occasionnels (5,1 %) inférieure à celle du département (8,3 %) et  à celle de la France entière (9,7 %). Concernant le statut d'occupation de ces logements, 85,3 % des habitants de la commune sont propriétaires de leur logement (86,6 % en 2013), contre 60,3 % pour la Somme et 57,5 % pour la France entière.
| Typologie                                               | Moyenneville | Somme | France entière |
| ------------------------------------------------------- | ------------ | ----- | -------------- |
| Résidences principales (en %)                           | 89,4         | 83,3  | 82,1           |
| Résidences secondaires et logements occasionnels (en %) | 5,1          | 8,3   | 9,7            |
| Logements vacants (en %)                                | 5,4          | 8,4   | 8,2            |

### Voies de communication et transports
Moyenneville est desservie en 2019 par la ligne d'autocars no 3 (Gamaches - Woincourt - Abbeville) du réseau Trans'80, Hauts-de-France, chaque jour de la semaine sauf le dimanche et les jours fériés et la ligne no 21 (Vismes - Abbeville) les jours de marché d'Abbeville, le samedi et le mercredi.

## Toponymie
Medius Burgus est retrouvé par dom Cotron dans un écrit de Pierre, abbé de Saint-Riquier, daté de 1130. Jean de Mautort nous fournit Moieneville en 1130, tandis que Mediavilla est relevé dans un pouillé de 1301. En 1355, un cartulaire de Selincourt cite Moyaneville. L'« Histoire ecclésiastique d'Abbeville » donne Moyenneville dès 1646.

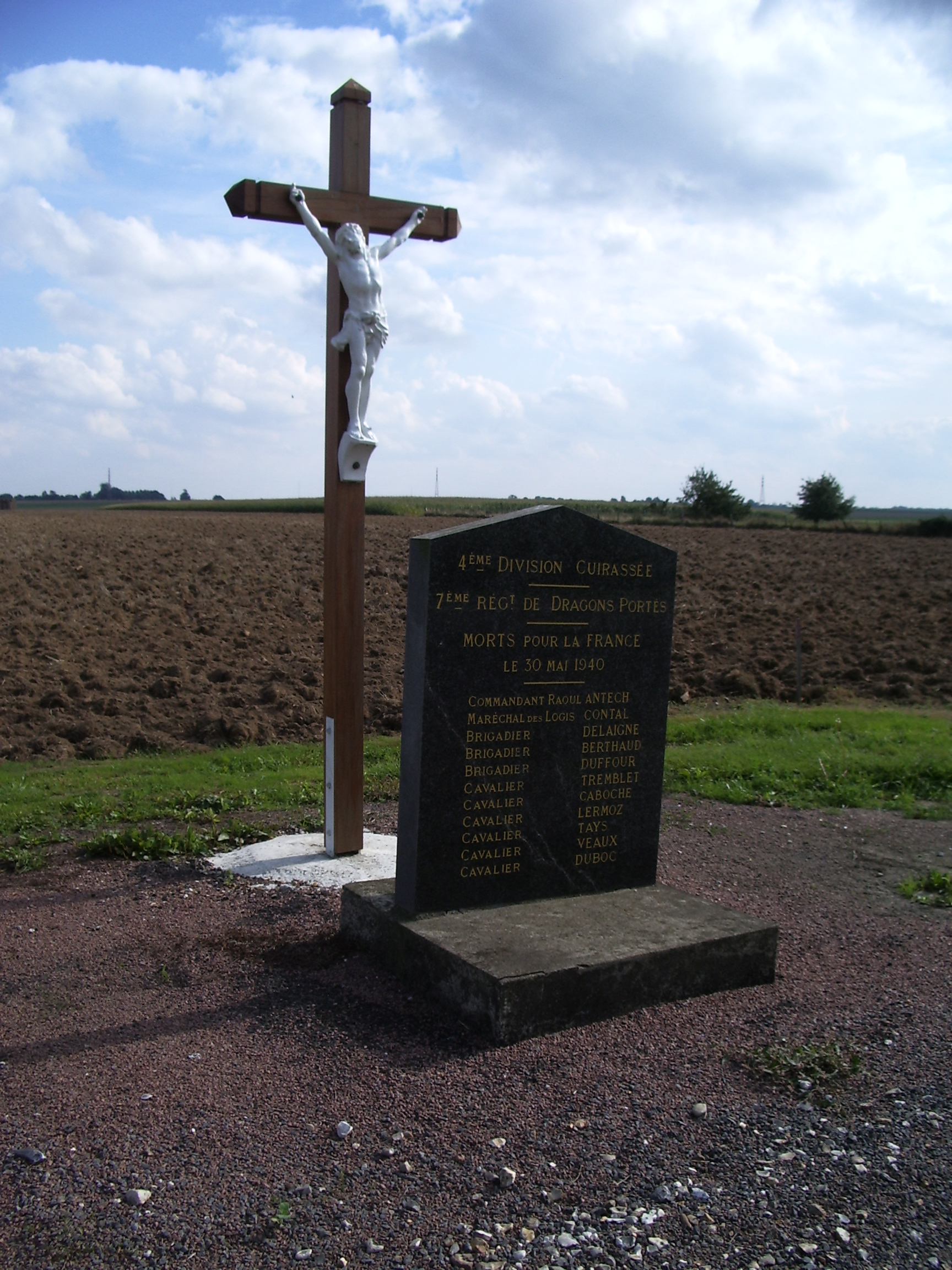
Calvaire et plaque commémorative des combats du 30 mai 1940.

De l'adjectif oïl meaine, maiene, « qui occupe une situation intermédiaire entre deux endroits ».
Moyenneville est à rapprocher de Mainneville (Eure). En toponymie, « moyen » a eu sans doute le sens d'intermédiaire, à mi-route, etc.

## Histoire
Au Moyen Âge, Valanglart est une seigneurie ayant appartenu à la maison de Rune.
Le Commune, instituée par la Révolution française, absorbe dès les années 1790-1794, Bouillancourt et de  Mesnil-Trois-Foetus.
Au début de la Deuxième Guerre mondiale, lors de la bataille de France, de violents combats se déroulent sur le territoire de la commune en mai 1940. Le château du lieu,, est fortement endommagé. À la fin des années 1950, il sera complètement reconstruit par le comte François de Germiny, général, héritier du marquis de Valanglart, dernier du nom.
Au cours de la Seconde Guerre mondiale, un site de lancement de V1 est bombardé par les Alliés.

## Politique et administration

### Rattachements administratifs et électoraux

#### Rattachements administratifs
La commune se trouve dans l'arrondissement d'Abbeville du département de la Somme.
Elle était depuis 1793 le chef-lieu  du canton de Moyenneville. Dans le cadre du redécoupage cantonal de 2014 en France, cette circonscription administrative territoriale a disparu, et le canton n'est plus qu'une circonscription électorale.

#### Rattachements électoraux
Pour les élections départementales, la commune fait partie depuis 2014 du canton d'Abbeville-2
Pour l'élection des députés, elle fait partie de la troisième circonscription de la Somme.

### Intercommunalité
Moyenneville  était le siège de la petite  communauté de communes du Vimeu Vert, un établissement public de coopération intercommunale (EPCI) à fiscalité propre créé en 1995 et auquel la commune avait transféré un certain nombre de ses compétences, dans les conditions déterminées par le code général des collectivités territoriales.
Dans le cadre des dispositions de la loi portant nouvelle organisation territoriale de la République du 7 août 2015, qui prévoit que les établissements publics de coopération intercommunale (EPCI) à fiscalité propre doivent avoir un minimum de 15 000 habitants, cette intercommunalité a fusionné avec sa voisine pour former, le 1er janvier 2017, la communauté de communes du Vimeu, dont est désormais membre la commune.

### Liste des maires
| Période                                  | Période                    | Identité                | Étiquette | Qualité                                                                           |
| ---------------------------------------- | -------------------------- | ----------------------- | --------- | --------------------------------------------------------------------------------- |
| Les données manquantes sont à compléter. |                            |                         |           |                                                                                   |
| mars 1946                                | 1971                       | Fernand Dégardin        | SE        |                                                                                   |
| mars 1971                                | 2001                       | Bernard Paraisot        | SE        |                                                                                   |
| mars 2001                                | 2008                       | Dominique Vanhoegaerden | PS        | Salarié de l'Agence nationale pour l'emploi                                       |
| mars 2008                                | En cours (au 25 juin 2023) | Gérard Paraisot         |           | Responsable maintenance, fils de Bernard Paraisot Réélu pour le mandat 2020-2026, |

## Équipements et services publics

### Enseignement
L'école maternelle et élémentaire composée de quatre classes accueille 90 élèves pour l'année scolaire 2017-2018.
Un accueil-garderie est organisé le matin et le soir.

## Population et société

### Démographie
L'évolution du nombre d'habitants est connue à travers les recensements de la population effectués dans la commune depuis 1793. Pour les communes de moins de 10 000 habitants, une enquête de recensement portant sur toute la population est réalisée tous les cinq ans, les populations de référence des années intermédiaires étant quant à elles estimées par interpolation ou extrapolation. Pour la commune, le premier recensement exhaustif entrant dans le cadre du nouveau dispositif a été réalisé en 2007.

En 2022, la commune comptait 701 habitants, en évolution de −1,96 % par rapport à 2016 (Somme : −1,26 %, France hors Mayotte : +2,11 %).
| 1793 | 1800 | 1806 | 1821  | 1831  | 1836 | 1841  | 1846  | 1851  |
| ---- | ---- | ---- | ----- | ----- | ---- | ----- | ----- | ----- |
| 888  | 905  | 899  | 1 015 | 1 025 | 981  | 1 009 | 1 073 | 1 160 |

| 1856  | 1861  | 1866  | 1872  | 1876 | 1881 | 1886 | 1891 | 1896 |
| ----- | ----- | ----- | ----- | ---- | ---- | ---- | ---- | ---- |
| 1 084 | 1 122 | 1 108 | 1 041 | 993  | 975  | 975  | 936  | 876  |

| 1901 | 1906 | 1911 | 1921 | 1926 | 1931 | 1936 | 1946 | 1954 |
| ---- | ---- | ---- | ---- | ---- | ---- | ---- | ---- | ---- |
| 861  | 841  | 815  | 768  | 758  | 664  | 653  | 590  | 597  |

| 1962 | 1968 | 1975 | 1982 | 1990 | 1999 | 2006 | 2007 | 2012 |
| ---- | ---- | ---- | ---- | ---- | ---- | ---- | ---- | ---- |
| 624  | 618  | 603  | 557  | 565  | 626  | 657  | 661  | 703  |

| 2017 | 2022 | - | - | - | - | - | - | - |
| ---- | ---- | - | - | - | - | - | - | - |
| 716  | 701  | - | - | - | - | - | - | - |

### Sports et loisirs
En 2018, le club de football s'associe à celui de Miannay. La JS Moyenneville-Miannay-Lambercourt (JS2ML) évolue alors en Régional 3 (R3). De 2020 à 2022, le club joue en Régional 2. Depuis, le club évolue en Régional 3, performance remarquable à ce niveau pour deux villages de 600 habitants, soit 1 200 habitants au total.

## Culture locale et patrimoine

### Lieux et monuments
- Église Saint-Samson[35],[36],[37], classée monument historique le 15 juin 1920[38], sans flèche.
- Ferme de Valanglart[39] (1852), inscrite à l'inventaire supplémentaire le 17 juin 2003[40]. La ferme a été bâtie entre 1852 et 1857 par le marquis Henry de Valanglart, propriétaire du château voisin, et l'architecte Henri Parent[41].
- Église Saint-Samson de Bouillancourt-sous-Miannay[42], XVIe siècle, inscrite le 15 juin 1926[43].
- Dans le bois de Valanglart, route de Bienfay, subsistent des vestiges d'une rampe de lancement de V1 datant de la Seconde Guerre mondiale.
- À Bouillancourt, la traversée de la Trie se fait sur le seul passage à gué du département de la Somme, franchissable en voiture[44].
- La randonnée des Auteux, entretenue par la communauté de communes conduit les promeneurs sur 7,5 km dans la campagne environnante de Bouillancourt, drainée par la Trie[45].

Le chef-lieu dispose d'une place centrale.
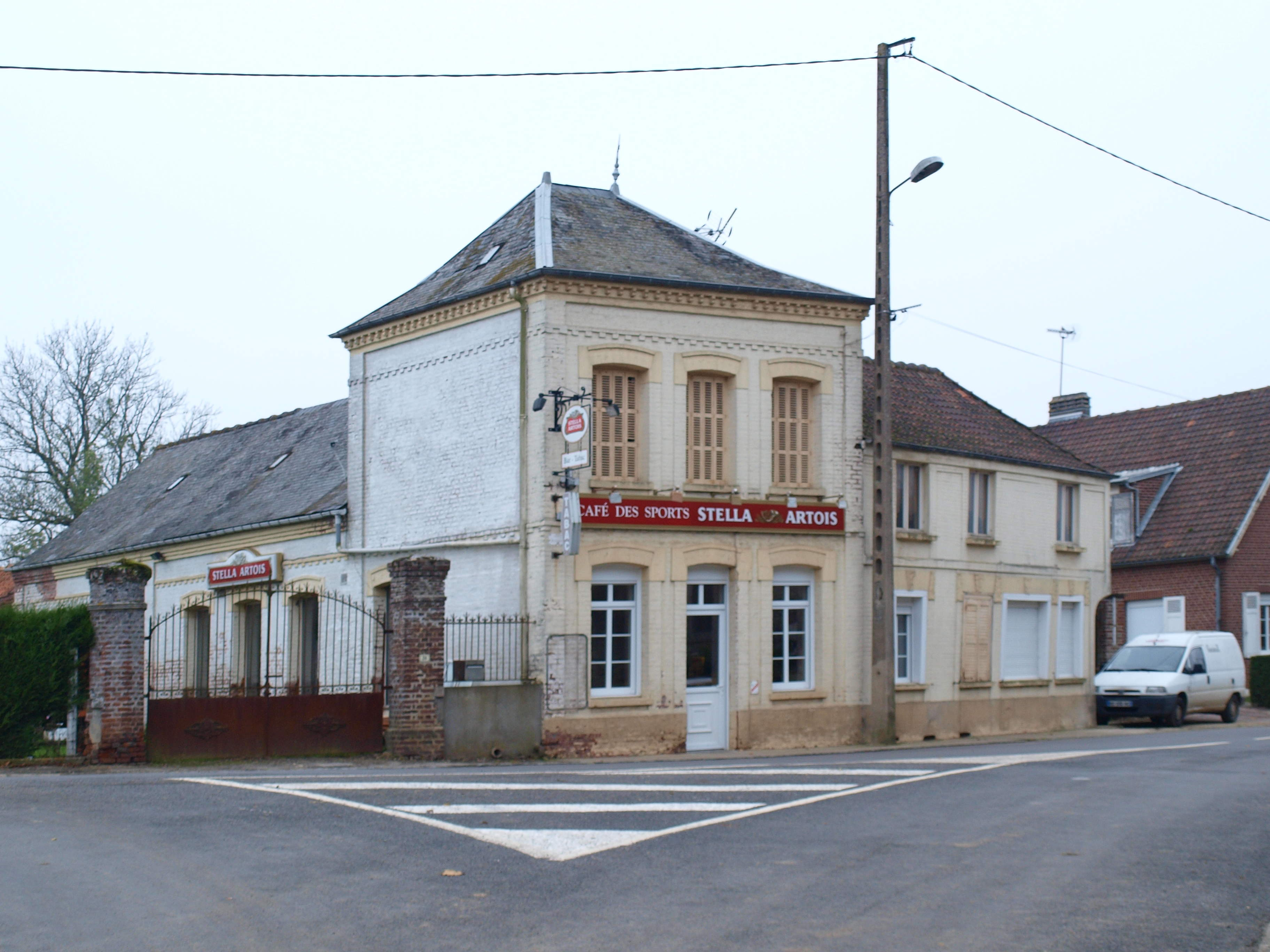
Café sur la place.
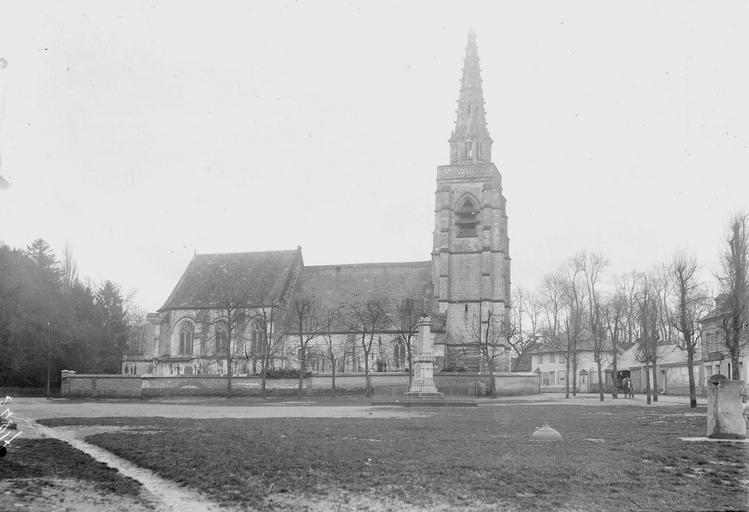
L'église Saint-Samson en 1914
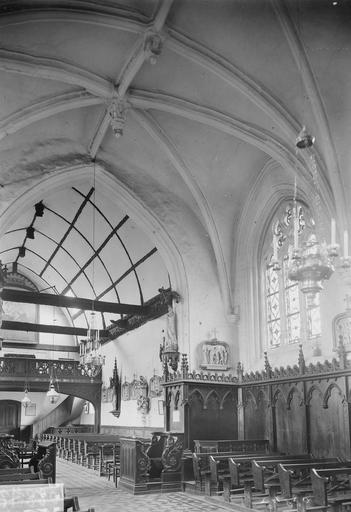
La nef de l'église en 1914
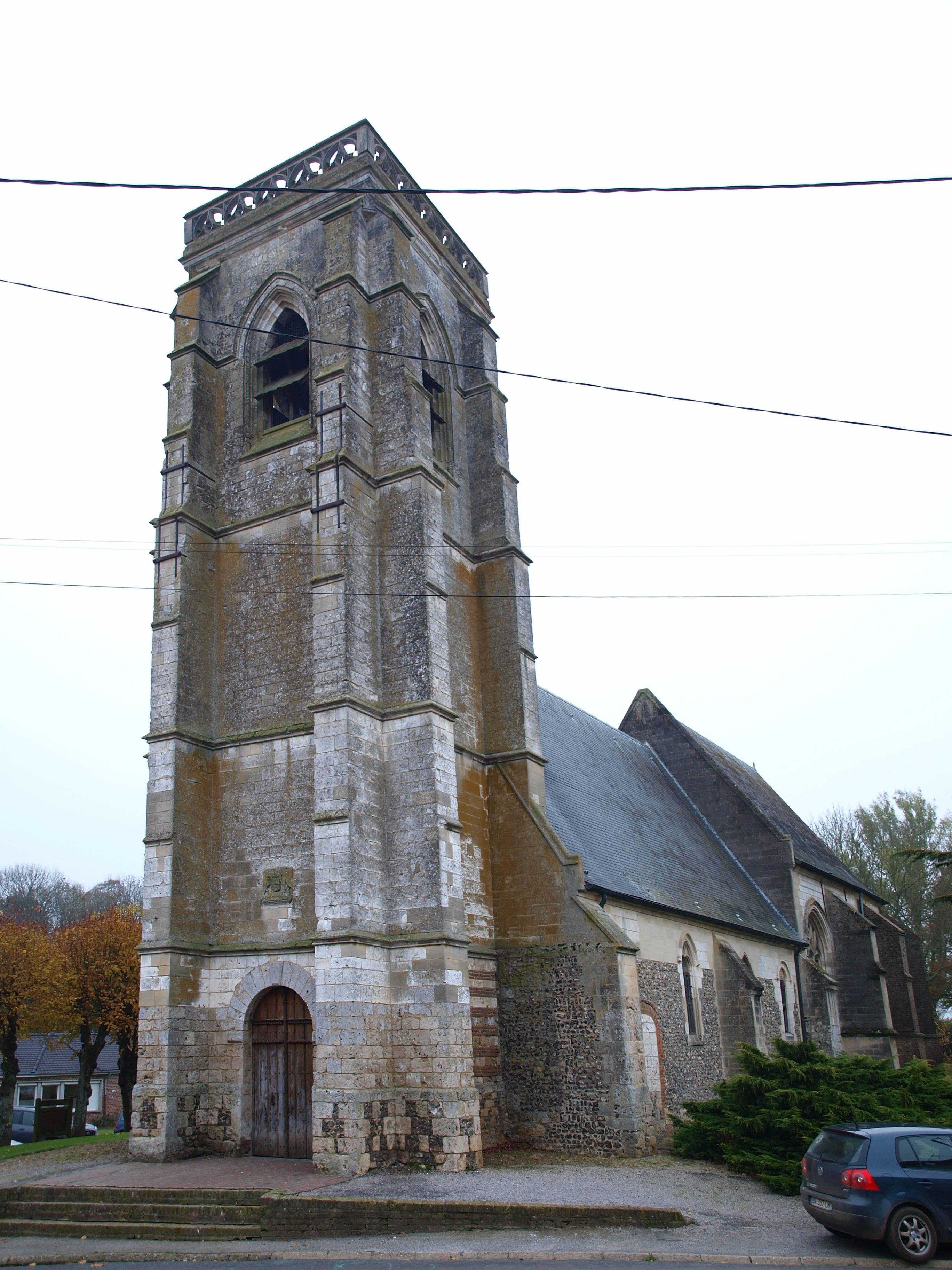
Le clocher de l'église.
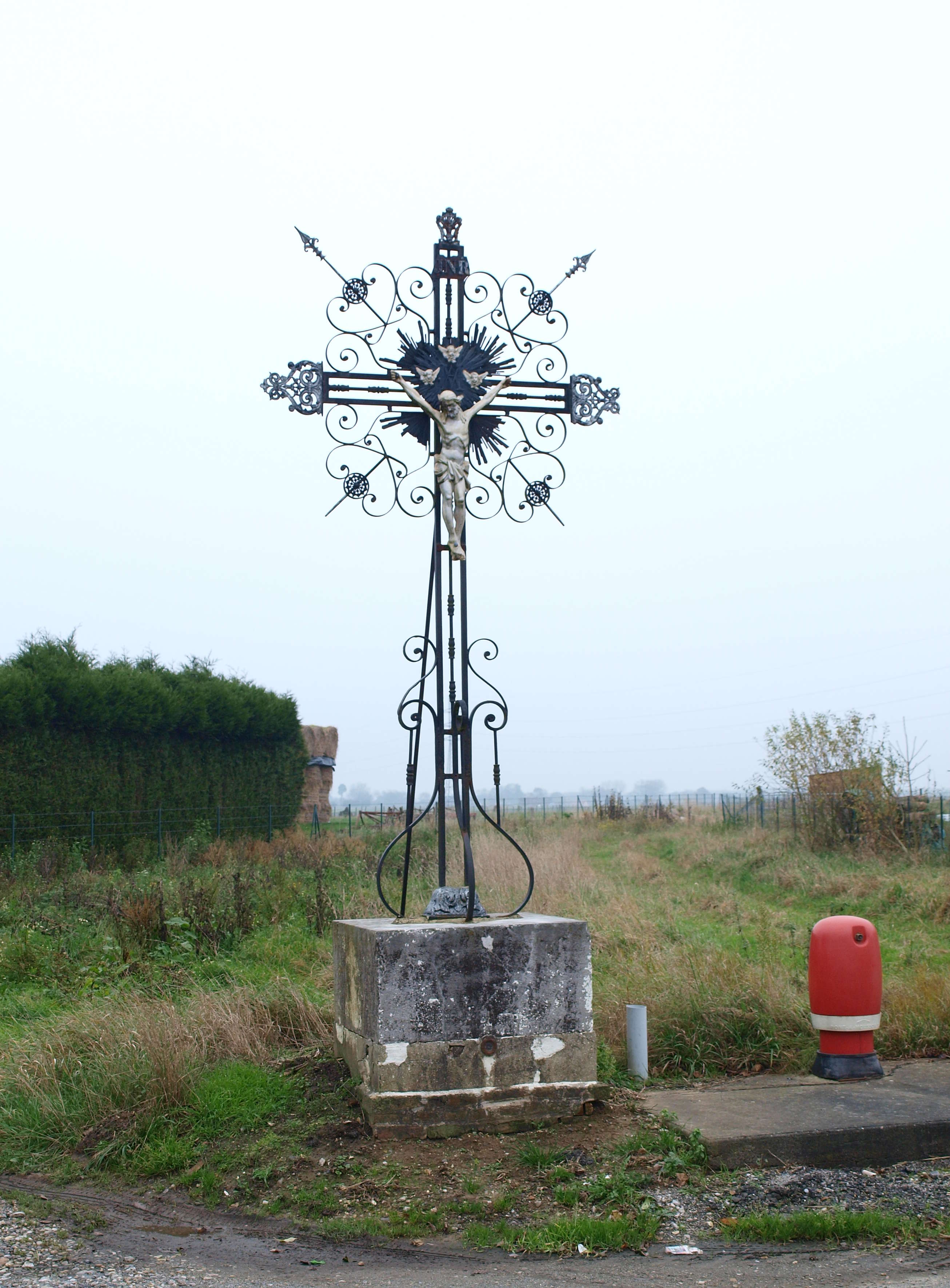
Calvaire patrimonial.
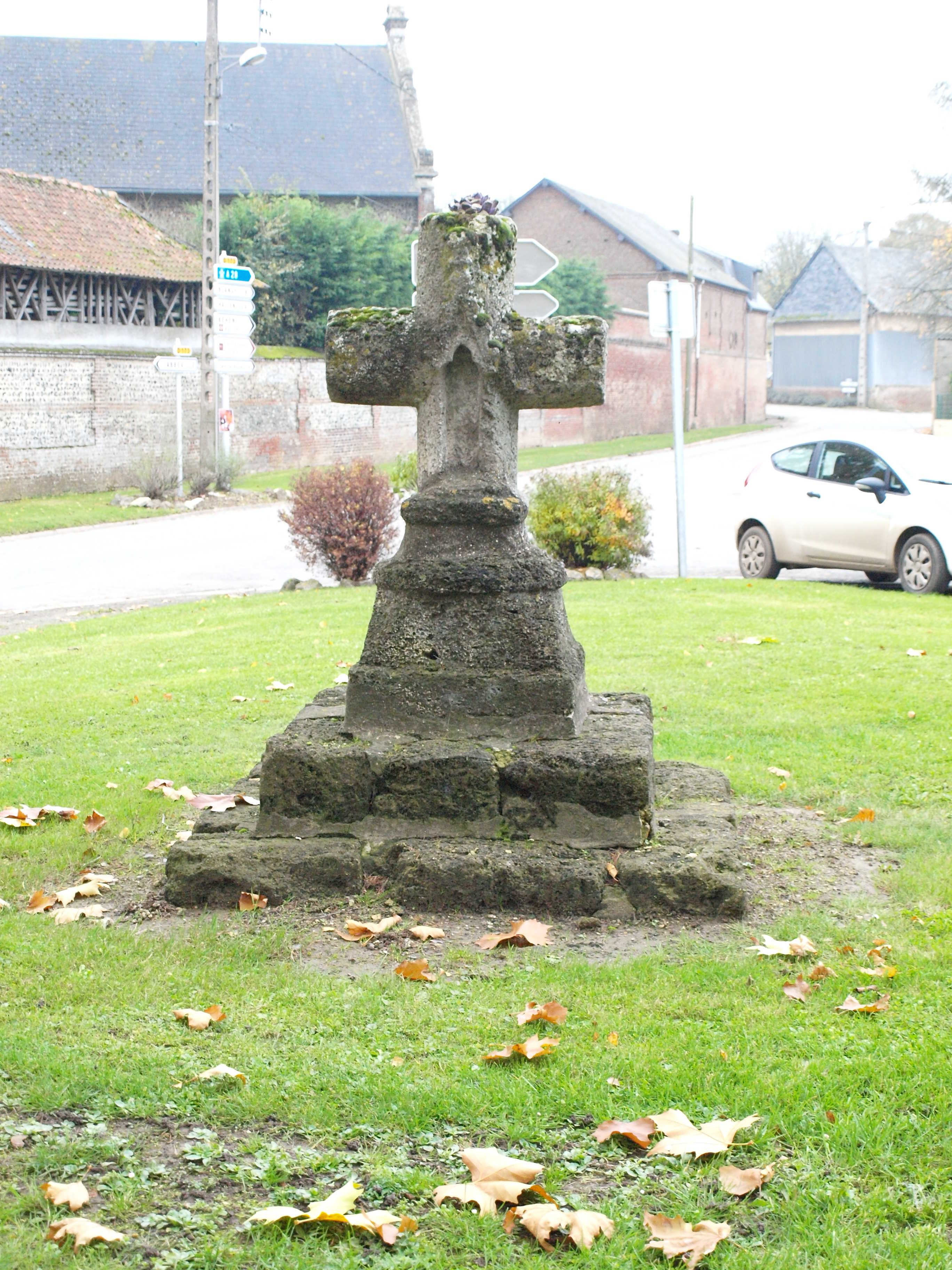
Croix patrimoniale.

Bouillancourt-sous-Miannay dépendance administrative de Moyenneville.
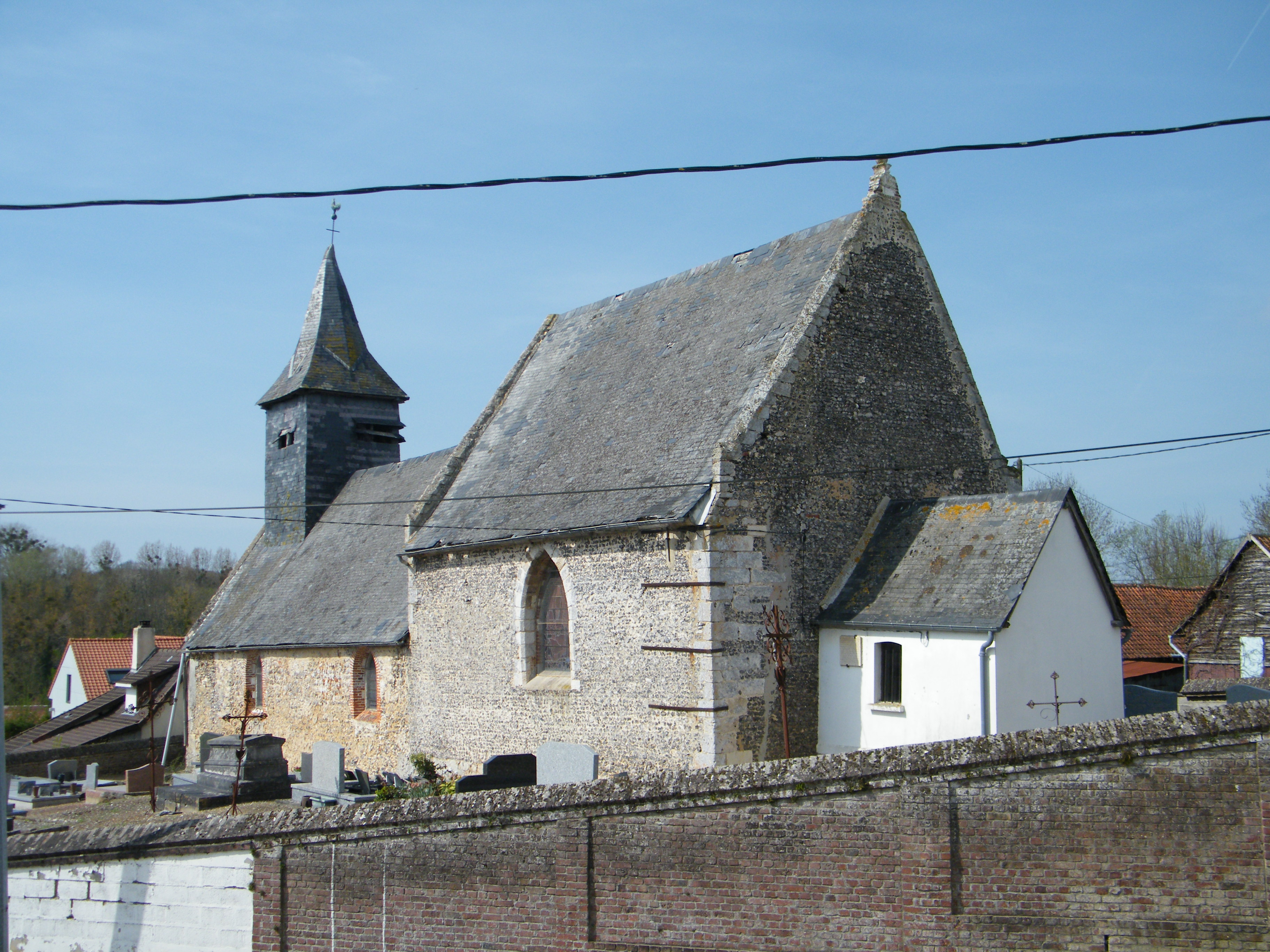
Église Saint-Samson.
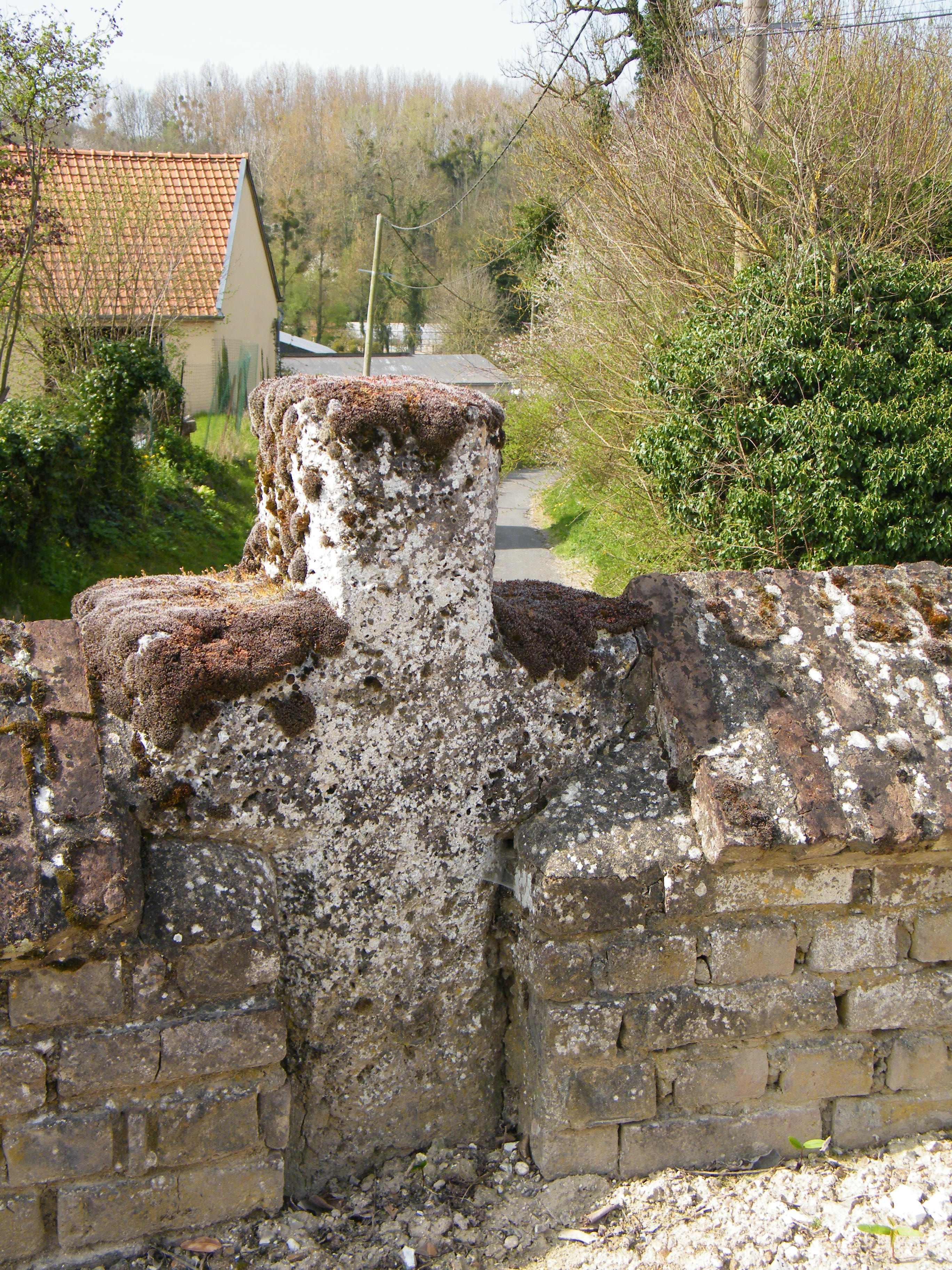
Croix médiévale dans le mur du cimetière.
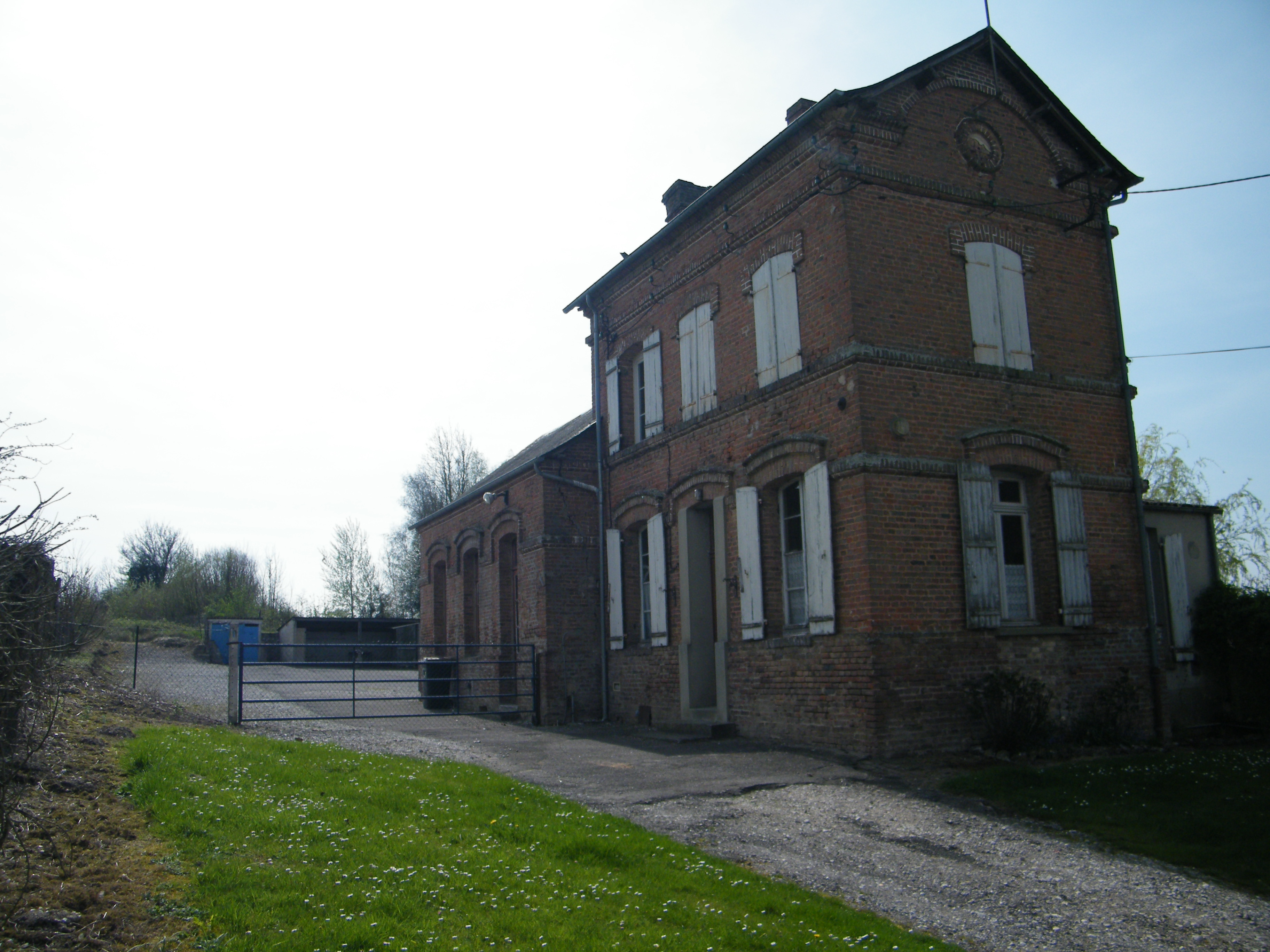
Ancienne école.
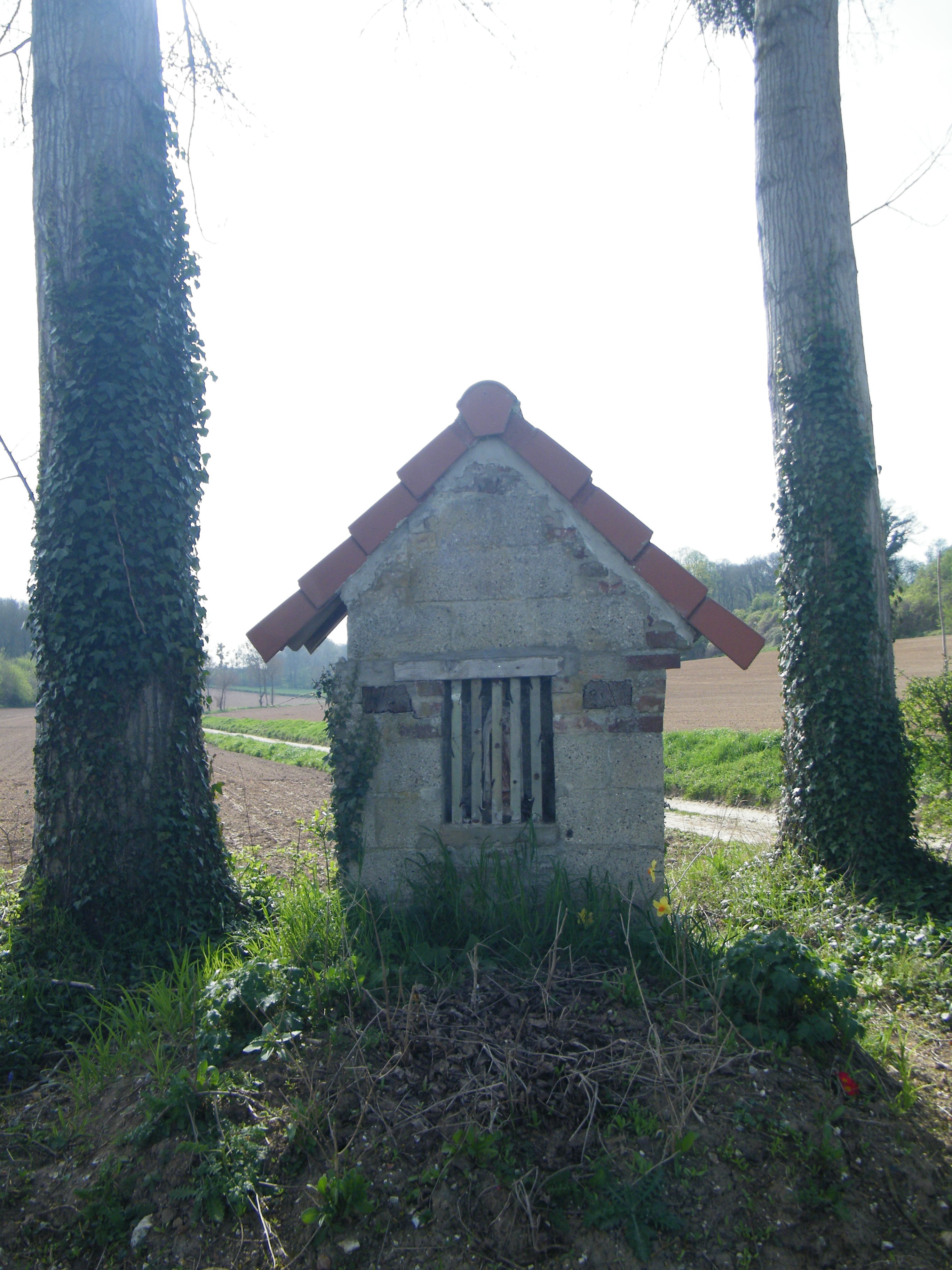
Oratoire sur la route de Miannay.

### Personnalités liées à la commune

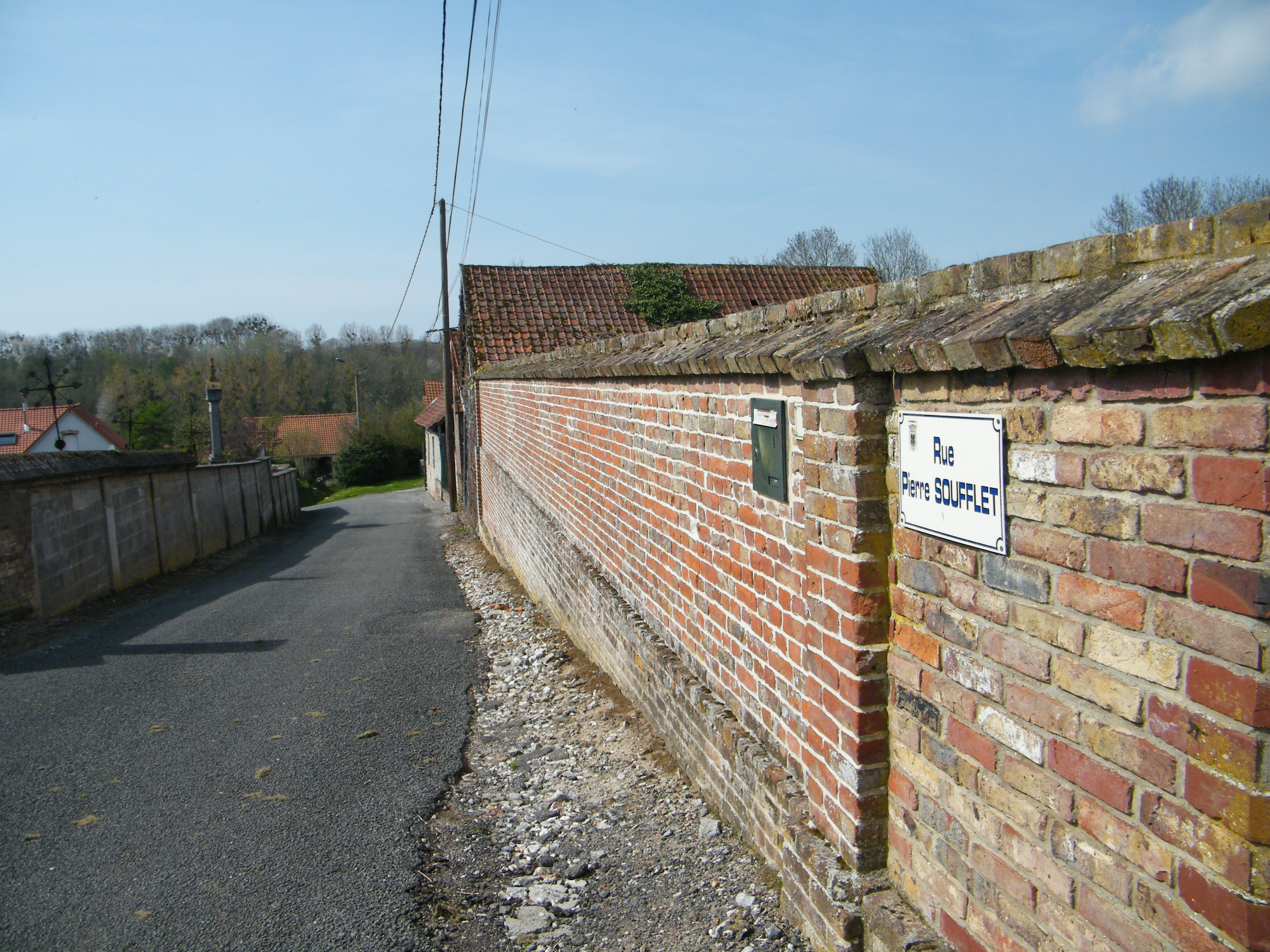
Rue Soufflet à Bouillancourt.

- Dans les Archives généalogiques et historiques de la noblesse de France de M. Laîné (publiées en 1828), on lit qu'au XVIe siècle, Nicolas Leroy est seigneur de Moyenneville.
- Antoine Le Quieu, écuyer, était seigneur de Moyenneville au milieu du XVIe siècle[46].
- Jean Antoine Leclercq de Lannoy (1728-1812), homme politique né à Moyenneville, député du tiers état aux États généraux de 1789.
- Pierre Soufflet, né à Bouillancourt, ingénieur, « père de la fusée Diamant »[47].
- Renée Vérité (1907-1981), Juste parmi les nations, qui en 1942 et 1943, a sauvé 12 enfants juifs de l'orphelinat de La Varenne après la rafle du Vel' d'Hiv, habitait au hameau de Bienfay. Elle est enterrée dans le cimetière communal. Une rue de Moyenneville rappelle sa mémoire[48],[49].

### Héraldique
| Blason de Moyenneville | Blason  | D'argent aux deux lions affrontés de sable, armés et lampassés de gueules, au double trescheur contre-fleurdelysés du même. Ornements extérieursCouronne murale : trois tours Décorations : Croix de guerre 1939-1945.                                                             |
| Blason de Moyenneville | Détails | Le blason s'inspire du blason de la famille De Moyenneville (d'argent à deux lions affrontés de sable au trescheur fleuré de gueules), originaire du lieu : le trescheur est devenu un double trescheur et les lions sont armés et lampassés de gueules. Adopté le 9 février 1970. |

## Pour approfondir